# Francisca Crovetto
Francisca Crovetto Chadid, född 27 april 1990, är en chilensk sportskytt.

## Karriär
Vid olympiska sommarspelen 2024 i Paris tog Crovetto guld i skeet.